# Côle (Einheit)
Der Côle, auch Bân, Bambon oder Bambus, war ein Längenmaß in Französisch-Indien. Das Maß war ein Feldmaß zum Vermessen von Ländereien. Die Namen der Maße waren in französischer Schreibweise. 
- 1 Côle = 1617 Pariser Linien = 3,64757 Meter